# Mirtha Pérez
Mirtha Magaly Pérez Roja (Caracas, 7 luglio 1944) è una cantante e attrice venezuelana.
Come cantante, è in attività dalla fine degli anni cinquanta (come solista, dalla metà degli anni sessanta). Tra i suoi brani di maggiore successo, figurano Caballo viejo, Canoero, Cartagenera, La cerezas, Inmenso, La Luna y el toro, Maldita seas, Nadita de nada, La nave del olvido, El tinajero, ecc.
È l'ex-moglie dell'attore Eduardo Serrano.

## Biografia
Mirtha Magaly Pérez Roja nasce a Caracas il 7 luglio 1944.
Nel 1958, non ancora quattordicenne, diventa la cantante del gruppo Los trovaderes de Santa Rosa.
Nel 1965, fa il proprio debutto come attrice nella telenovela El derecho de nacer  e nel 1966 pubblica il suo primo album da solista intitolato Mirtha solita!.
Nel 1969, con il brano La nave del olvido, ottiene il secondo posto nella terza edizione del Festival della Canzone di Buenos Aires. Il brano le procura la fama internazionale.
Nel 1970, debutta sul grande schermo nel film diretto da Emilio Vieyra Los mochilleros, dove interpreta se stessa. Il brano le procura la fama internazionale.
Negli anni settanta è nel cast di produzioni televisive quali Mariana de la noche  (1975; telenovela che ha come protagonisti Lupita Ferrer e José Bardina) e  María del Mar (1978; telenovela che vede protagonisti Chelo Rodríguez e Arnaldo André).

## Discografia parziale

### Album/Raccolte
- 1966 - Mirtha solita! (Velvet, LPV-1301)
- 1967 - Más de Mirtha solita! (Velvet, LPV-1353)
- 1968 - Me hace falta tu calor (Velvet, LPV-1398)
- 1968 - Cariños de Mirtha (Velvet, LPV-1478)
- 1969 - La nave del olvido (Velvet, LPV-1497)
- 1969 - Mirtha en Viña del Mar (Velvet, LPV-1478)
- 1970 - Voy a cantar tu nombre (Velvet, LPV-1540)
- 1970 - Mirtha Perez (Music Hall, 12.874)
- 1970 - Voy a cantar tu nombre (Velvet, LPV-1540)
- 1970 - Los exitos de Mirtha (Velvet, LPV-1550)
- 1971 - Cualquiera (Velvet, LPVS-1438)
- 1971 - Un golpe más (Velvet, LPV-1438)
- 1973 - Yo no quiero un mañana (Velvet, LPV-1632)
- 1979 - Mirtha intérpreta a Virginia López (AS International, 0605)
- 1980 - Canto a Venezuela (AS International, 0677)
- 1980 - Exitos de siempre (AS International, LP-0631)
- 1981 - Mirtha (AS International, LPAS - 0749)
- 1981 - Mirtha en Navidad (AS International, 0788)
- 1982 - Se busca un amante (CBS, CBS-6154)
- 1984 - Anda y Dile (CBS, CBS-6167)
- 1985 - Mirtha con el conjunto de Hugo Blanco (Sono-Rodven, LP-066)
- 1987 - Intensamente tuya (Sono-Rodven, S.R. 106)
- 2007 - 40 años, 40 exitos (Velvet, 4044)
- 2017 - Trio Los Naipes y Mirtha Perez (Calle Mayor, IL0637)
- xxxx - Nadita de nada (Velvet, LPVS-1422)

## Filmografia parziale

### Attrice

#### Cinema
- Los mochileros, regia di Emilio Vieyra (1970)

#### Televisione
- El derecho de nacer - telenovela (1965)
- Cantando nace el amor (1966)
- Mi amada enemiga  (1968)
- Mariana de la noche (1975)
- María del Mar - telenovela (1978)
- Cruz de nadie - telenovela, 127 episodi (1994)
- Calypso (1999)
- Mujer con pantalones - telenovela (2005)

### Colonna sonora
- Intensamente tuya (1987)

## Teatro (lista parziale)
- El diluvio que viene (1984)
- Primero muerta que bañada en sangre (1998)
- Esperanza inútil (1999)